# 김태수 (1940년)
김태수(金泰洙, 1940년 8월 8일 ~ )는 대한민국의 공무원이다. 울산시 정무부시장를 역임했다.

## 약력
1964년 육군사관학교 21기로 졸업. 
1997년 9월 10일 울산광역시 초대 정무부시장.